# Basirhat
Basirhat là một thành phố và khu đô thị của quận North Twentyfour Parganas thuộc bang Tây Bengal, Ấn Độ.

## Địa lý
Basirhat có vị trí 22°40′B 88°53′Đ / 22,66°B 88,89°Đ Nó có độ cao trung bình là 6 mét (19 foot).

## Nhân khẩu
Theo điều tra dân số năm 2001 của Ấn Độ, Basirhat có dân số 113.120 người. Phái nam chiếm 51% tổng số dân và phái nữ chiếm 49%. Basirhat có tỷ lệ 74% biết đọc biết viết, cao hơn tỷ lệ trung bình toàn quốc là 59,5%: tỷ lệ cho phái nam là 79%, và tỷ lệ cho phái nữ là 69%. Tại Basirhat, 10% dân số nhỏ hơn 6 tuổi.